# USS Bell (DD-587)
USS Bell (DD-587) — эскадренный миноносец типа «Флетчер», в период Второй мировой войны состоявший на вооружении ВМС США. Был назван в честь контр-адмирала Генри Х. Бэлла (13 апреля 1808 – 11 января 1868).
Эсминец был заложен 30 декабря 1941 года на верфи Charleston Naval Shipyard, спущен на воду 24 июня 1942 года и сдан в эксплуатацию 4 марта 1943 года, под командование коммандера Л. Питроса.

## История
До ноября 1943 года эсминец патрулировал Северную Атлантику. 27 ноября Бэлл прибыл на Пёрл-Харбор.
Эсминец принял активное участие в Гилберта-Маршалловской операции.
Бэлл был выведен из строя в резерв 14 июня 1946. 1 ноября 1972 года эсминец был удалён из списочного состава американского флота и затонул в качестве мишени 11 мая 1975.

## Награды
«Бэлл» был награждён 12 звездами за службу во Второй мировой войне.